# Річард Гепфнер
Річард Гепфнер (англ. Richard Hoepfner, 14 листопада 1944) — американський яхтсмен.
Срібний призер Олімпійських Ігор 1976 року в класі Солінґ.